# Cyathea meridionalis
Cyathea meridionalis är en ormbunkeart som beskrevs av Janssen och Rakotondr. Cyathea meridionalis ingår i släktet Cyathea och familjen Cyatheaceae. Inga underarter finns listade.